# Чемпионат мира по регби
Чемпионат мира по регби, также Кубок мира по регби (англ. Rugby World Cup) — соревнование по регби, проходящее раз в 4 года, в котором соревнуются сильнейшие мужские сборные мира. Первый турнир прошёл в 1987 году, когда чемпионат приняли Австралия и Новая Зеландия. Последний из пока что проведённых турниров прошёл в 2023 году во Франции, где золото завоевала сборная ЮАР.
Победителю турнира вручается кубок Уэбба Эллиса, названный в честь основоположника игры в регби, который, будучи учеником школы Рагби, во время игры в футбол схватил мяч руками и побежал с ним.
Четырёхкратными обладателями кубка Уильяма Уэбба Эллиса являются южноафриканцы,  трёхкратными — новозеландцы, двукратными — австралийцы, один раз чемпионами мира становилась сборная Англии.
Организацией турнира занимается World Rugby — международная организация, являющаяся главным управляющим органом в этом виде спорта. В первых трёх чемпионатах приняли участие 16 команд, а во всех последующих — 20.

## Формат

### Квалификация
Первый квалификационный турнир прошёл перед вторым чемпионатом. Тогда 8 из 16 мест в основной части турнира определялись в квалификации, в которой участвовали 24 команды. Перед первым чемпионатом, прошедшим в 1987 году, не было никаких квалификационных турниров. Тогда на турнире участвовали все семь тогдашних членов Международного совета регби и девять приглашённых команд.
По текущей формуле квалификации, на турнир квалифицируются 12 команд (которые становятся сеяными), которые заняли места с первого по третье в группе на прошлом турнире. Оставшиеся 8 команд определяются через квалификационный турнир. Квалификация проходит по регионам (Европа, Америка, Африка, Азия и Океания); Европа и Америка отправляют на турнир по 2 сборные, Африка, Азия и Океания — по одной. Последняя, 20-я, путёвка разыгрывается в межконтинентальном плей-офф.

### Турнир
В 2015 году в турнире на протяжении шести недель играли 20 команд. У турнира две стадии — групповая и плей-офф. Перед турниром команды проходят так называемый «посев», где они делятся на сеяные и несеяные. Сеяные имеют более высокие позиции в мировом рейтинге World Rugby, чем несеяные. После этого участники делятся на четыре группы (от А по D) по пять стран в каждой. Команды, занявшие первые четыре места на прошлом турнире (они становятся сеяными), распределяются соответственно по группам от A до D. Ещё 8 команд, занявшие 2-3 места на прошлом Кубке мира, тоже становятся сеяными и распределяются по группам случайным образом. Оставшиеся 8 прошедших отбор команд, становятся несеяными и распределяются по разным группам тоже случайным образом.
Каждая команда проводит четыре матча, по одному с каждым соперником из своей группы. За победу начисляется четыре очка, за ничью — два. Одно призовое очко начисляется за приземление четырёх или более попыток в одном матче, а также за поражение с разницей не более чем в семь очков. Места команд в группе определяются по общему количеству набранных очков. Первые две команды из каждой группы принимают участие в плей-офф. Если две и более команд набирают одинаковое количество очков, команда, занявшая более высокое место, выявляется по специальной системе критериев. Шестой и последний критерий — позиция в рейтинге IRB.
Плей-офф состоит из четвертьфиналов, полуфиналов, матча за третье место и финала. В четвертьфиналах команды, ставшие первыми в своих группах, играют против одной команды, занявшей второе место в другой группе. Победители четвертьфиналов выходят в полуфинал, а победители полуфиналов — в финал. Команды, проигравшие в полуфиналах, принимают участие в матче за третье место. Если матч плей-офф завершился ничьей, назначается дополнительное время (2 периода по 10 минут). Если после этих двух периодов ничейный счёт так и остался, назначается 20-минутный период с правилом мгновенной смерти. А если и после этого победитель не будет выявлен, назначается серия ударов с линии штрафного удара, некое подобие футбольной серии пенальти, где победитель будет выявлен обязательно.

## История

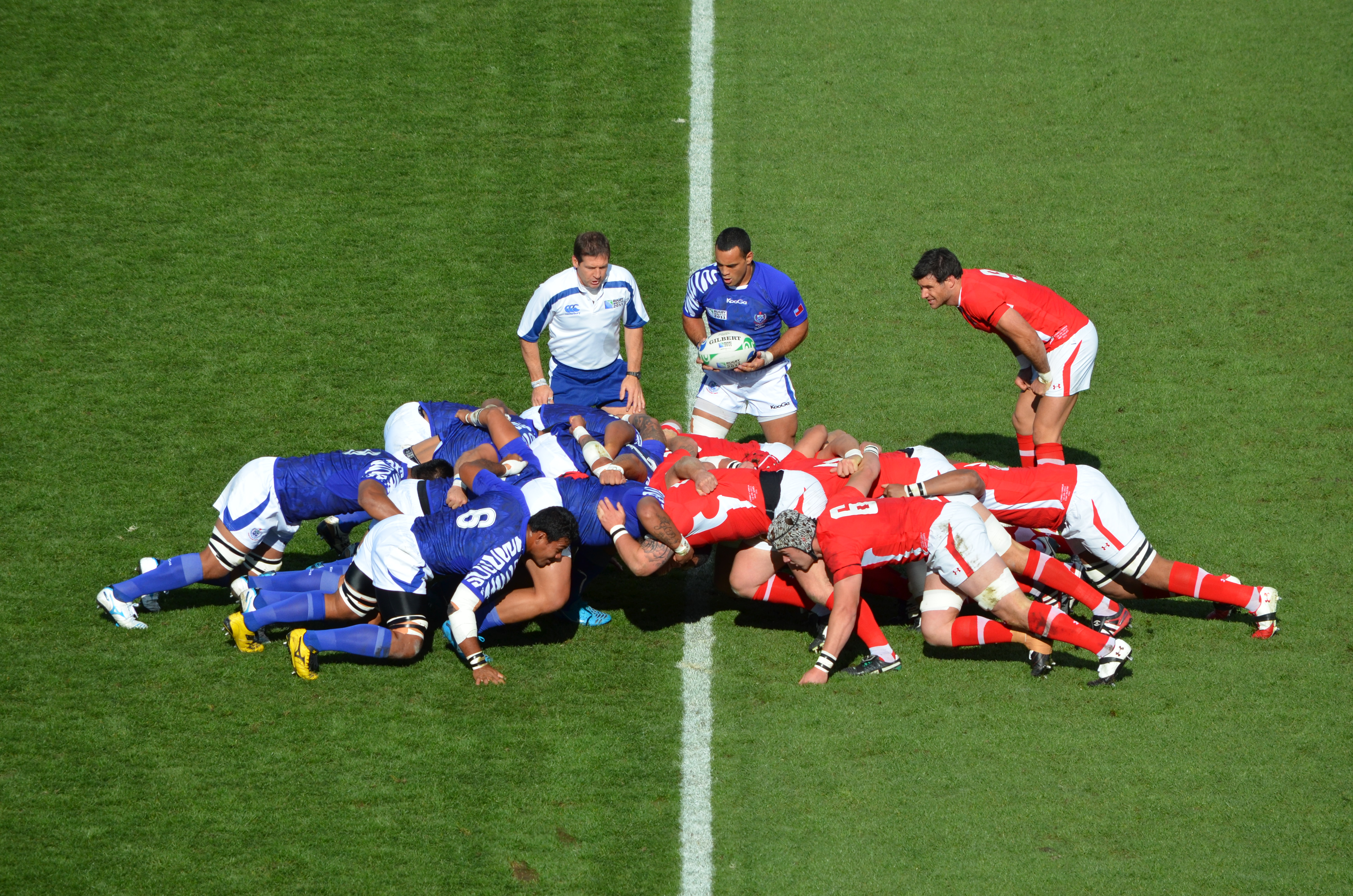
Схватка между игроками сборных Самоа (в синем) и Уэльса (в красном) во время кубка мира 2011

До того, как появился Кубок мира, турниры между национальными сборными проводились лишь на континентальном уровне. Одним из самых популярных и старых был Кубок шести наций (англ. Six Nations Championship). Первый его розыгрыш прошёл в 1883 году. Тогда он назывался «Турнир домашних наций» (англ. Home Nations Championship)) и в нём участвовало только 4 сборные: английская, ирландская, шотландская и валлийская. Турнир был переименован в Турнир Пяти наций (англ. Five Nations Championship), когда к ним присоединилась сборная Франции. Турнир ненадолго (с 1931 по 1939) обратно стал «Турниром домашних наций», пока сборная Франции не играла на турнире. В 2000, сборная Италии присоединилась к турниру, который после этого стал называться «Кубком шести наций».
В южном полушарии эквивалентом Кубка шести наций выступает Чемпионат регби, в котором играют сборные Аргентины, Австралии, Новой Зеландии и ЮАР. Первый турнир прошёл в 1996 году и назывался он Чемпионат трёх наций (англ. Tri Nations Championship), где участвовали австралийцы, новозеландцы и южноафриканцы. Аргентинцы присоединились к турниру в 2012, что поспособствовало его переименованию в Чемпионат Регби.
Также регби входило в программу летних Олимпийских игр, где оно было в 1900 (игры проходили в Париже), 1908 (Лондон), 1920 (Антверпен) и 1924 (снова в Париже). Французы выиграли Олимпиаду в 1900, потом в 1908 турнир был выигран Австралазией, а оставшиеся 2 (1920 и 1924) выиграли регбисты США. Больше олимпийские турниры по регби не проводились.
Идея организации Кубка мира по регби неоднократно высказывалась в 1950-х, но большинство членов IRFB (International Rugby Football Board, рус. Международный совет регби-футбола предок современного IRB) были против. Идея организовать чемпионат возродилась в начале 1980-х, когда Австралийский регбийный союз (ARU) и Новозеландский регбийный союз (NZRU) независимо друг от друга написали прошение об организации Кубка мира по регби. В 1985, Австралия, Новая Зеландия и Франция поддержали идею создания Кубка мира (ЮАР также проголосовала за, но её голос не был засчитан, так как страна негласно была отстранена от участия в спортивных соревнованиях и её не считали членом IRB). По итогам голосования, победила сторона, поддерживающая проведение турнира (10 голосов против 6).
Первый турнир, прошедший в Австралии и Новой Зеландии, прошёл в мае-июне 1987 года. В нём участвовало 16 команд. Новозеландцы стали первыми обладателями кубка мира, переиграв в финале сборную Франции со счётом 29:9. Следующий турнир прошёл в 1991 в Великобритании, Ирландии и Франции. Перед этим турниром впервые прошёл отборочный турнир. Австралийцы победили во втором турнире, победив в финальном матче сборную Англии со счётом 12:6.
Турнир 1995 года прошёл в ЮАР, а также стал первым турниром, в котором играли южноафриканцы. Турнир имел поражающую концовку и в результате победу одержали хозяева, победив в решающем матче новозеландцев 15:12. На финальном матче присутствовал Президент ЮАР Нельсон Мандела, надевший форму своей сборной. Турнир в 1999 прошёл в Уэльсе (некоторые матчи прошли в остальной Великобритании, Ирландии и Франции). Количество участвовавших сборных увеличилось до 20. В финале австралийцы победили французов 35:12.
В 2003 турнир прошёл в Австралии, хотя выигрышная заявка включала опцию проведения матчей и в Новой Зеландии одновременно. В финальном матче англичане победили хозяев турнира — австралийцев — в дополнительное время — 20:17. Победа регбистов Англии означала конец гегемонии сборных южного полушария в мировом первенстве. После победы на улицах центрального Лондона появилось около 750 тысяч людей, которые праздновали победу.
Кубок мира 2007 прошёл во Франции (некоторые матчи прошли в Уэльсе и Шотландии). Сборная ЮАР взяла второй титул, победив в финале защищавших титул англичан 15:6. Турнир в 2011 прошёл в Новой Зеландии. На выборах, прошедших в июле 2005, заявка новозеландцев обошла заявки Японии и ЮАР. Новозеландцы достойно показали себя, выиграв свой второй титул, победив в финале французов — 8:7.
На кубке мира 2015 года, прошедшем в Англии, Новая Зеландия защитила свой титул, переиграв их вечных противников, австралийцев, со счётом 34:17. Таким образом новозеландцы стали первой командой, выигравшей Кубок мира три раза, а также успешно защитившей титул. Помимо этого, для Новой Зеландии это был первый раз, когда сборная выиграла турнир вне пределов Новой Зеландии.
Юбилейный, десятый Кубок мира прошёл во Франции. Сборная ЮАР по регби в четвёртый раз выиграла кубок мира, победив в финале сборную Новой Зеландии со счётом 12:11. Хозяева турнира сборная Франции уступила будущим обладателям кубка мира - сборной ЮАР в четвертьфинале. Также в четвертьфинале сборная Ирландии, подошедшая к турниру на первом месте мирового рейтинга сборных, вылетела от сборной Новой Зеландии. В матче за третье место сборная Аргентины уступила команде Англии.

## Трофей
Кубок Уильяма Уэбба Эллиса (англ. The William Webb Ellis Cup) — это трофей, который вручается обладателю кубка мира по регби. Трофей назван в честь основоположника игры в регби — Уильяма Уэбба Эллиса. Большинство людей именуют трофей Кубок чемпионов мира по регби. Кубок был создан в 1906 году фирмой Garrard’s Crown Jewellers. В 1987 Кубок выбран трофеем для вручения его команде-обладателю кубка мира. Слова International Rugby Board и The Webb Ellis Cup выгравированы на кубке. Он имеет 38 сантиметров в высоту, изготовлен из серебра и позолочен, имеет 2 ручки, одну из которых венчает голова сатира, а второй — голова нимфы.

## Выбор хозяев
Страна или страны, проводящие очередной турнир, определяются голосованием стран-членов IRB. Процедура голосования проводится независимыми аудиторами, а голосование является тайным и проходит за 5-6 лет до самого соревнования. Пока все турниры проводились в странах, где регби является популярным видом спорта; эта тенденция была продолжена, когда кубок мира 2011 года был отдан Новой Зеландии, а не Японии, которая традиционно является более слабой регбийной страной. Сейчас определение хозяев происходит за пять-шесть лет до начала турнира, как в случае с Новой Зеландией, когда решение было принято в конце 2005 года.
Япония же получила право принимать турнир 2019 года. Для того, чтобы принять кубок мира, нужно включить в заявку стадион со вместимостью как минимум 60 000 зрителей. Именно для Кубка мира по регби строятся или реконструируются стадионы, например, Купол тысячелетия в Уэльсе был построен специально для турнира 1999 года, а Иден Парк в Окленде был масштабно реконструирован. Первой страной не из «Большой шестёрки», которая примет кубок мира по регби, стала Япония (она приняла турнир в 2019).
Однако один турнир могут принимать несколько стран сразу. Например, в 1987 году первый кубок мира прошёл в Австралии и Новой Зеландии.
Определение страны-организатора вызывало противоречия, поскольку делались заявления о сделках между странами для получения голосов. В 2006 году некоторые средства массовой информации предполагали, что Союз регби Аргентины проголосовал за заявку Новой Зеландии на проведение кубка мира 2011 года только для того, чтобы получить регулярное международное соревнование взамен.

## Рост внимания к турниру

### Освещение турнира средствами массовой информации
Организаторы турнира-2015, который прошёл в Англии, заявили, что кубок мира по регби является третьим по важности после чемпионата мира по футболу и Олимпийских игр.. Как позже стало известно, это было не так.
По ходу развития СМИ и телевидения, интерес к турниру непрерывно возрастает. Суммарная телевизионная аудитория первого кубка мира (1987 год) составила только 300 миллионов зрителей; на следующем чемпионате (1991 год, Англия) этот показатель достиг 1,75 миллиарда. Телеаудитория турнира 1995 года в ЮАР достигла 2,67 миллиарда зрителей, а чемпионата 1999 года в Уэльсе — 3 миллиарда зрителей. Суммарная телевизионная аудитория кубка мира 2003 года составила 3,5 миллиарда зрителей,, а в 2007 — 4 миллиарда.. Погрешность в последнем случае составляет примерно 200 миллионов.

## Результаты

### Турниры
| Год           | Место проведения         |                | Финал              | Финал          | Финал          |         | Матч за 3-е место | Матч за 3-е место | Матч за 3-е место |
| Год           | Место проведения         | Чемпион        | Счёт               | 2-е место      | 3-е место      | Счёт    | 4-е место         |                   |                   |
| 1987 Подробно | Австралия Новая Зеландия | Новая Зеландия | 29 — 9             | Франция        | Уэльс          | 22 — 21 | Австралия         |                   |                   |
| 1991 Подробно | Англия                   | Австралия      | 12 — 6             | Англия         | Новая Зеландия | 13 — 6  | Шотландия         |                   |                   |
| 1995 Подробно | ЮАР                      | ЮАР            | 15 — 12 доп. время | Новая Зеландия | Франция        | 19 — 9  | Англия            |                   |                   |
| 1999 Подробно | Уэльс                    | Австралия      | 35 — 12            | Франция        | ЮАР            | 22 — 18 | Новая Зеландия    |                   |                   |
| 2003 Подробно | Австралия                | Англия         | 20 — 17 доп. время | Австралия      | Новая Зеландия | 40 — 13 | Франция           |                   |                   |
| 2007 Подробно | Франция                  | ЮАР            | 15 — 6             | Англия         | Аргентина      | 34 — 10 | Франция           |                   |                   |
| 2011 Подробно | Новая Зеландия           | Новая Зеландия | 8 — 7              | Франция        | Австралия      | 21 — 18 | Уэльс             |                   |                   |
| 2015 Подробно | Англия Уэльс             | Новая Зеландия | 34 — 17            | Австралия      | ЮАР            | 24 — 13 | Аргентина         |                   |                   |
| 2019 Подробно | Япония                   | ЮАР            | 32 — 12            | Англия         | Новая Зеландия | 40 — 17 | Уэльс             |                   |                   |
| 2023 Подробно | Франция                  | ЮАР            | 12 — 11            | Новая Зеландия | Англия         | 26 — 23 | Аргентина         |                   |                   |
| 2027 Подробно | Австралия                |                |                    |                |                |         |                   |                   |                   |
| 2031 Подробно | США                      |                |                    |                |                |         |                   |                   |                   |
| 2035 Подробно |                          |                |                    |                |                |         |                   |                   |                   |

### Результаты команд
См. также Участие национальных команд на кубке мира по регби

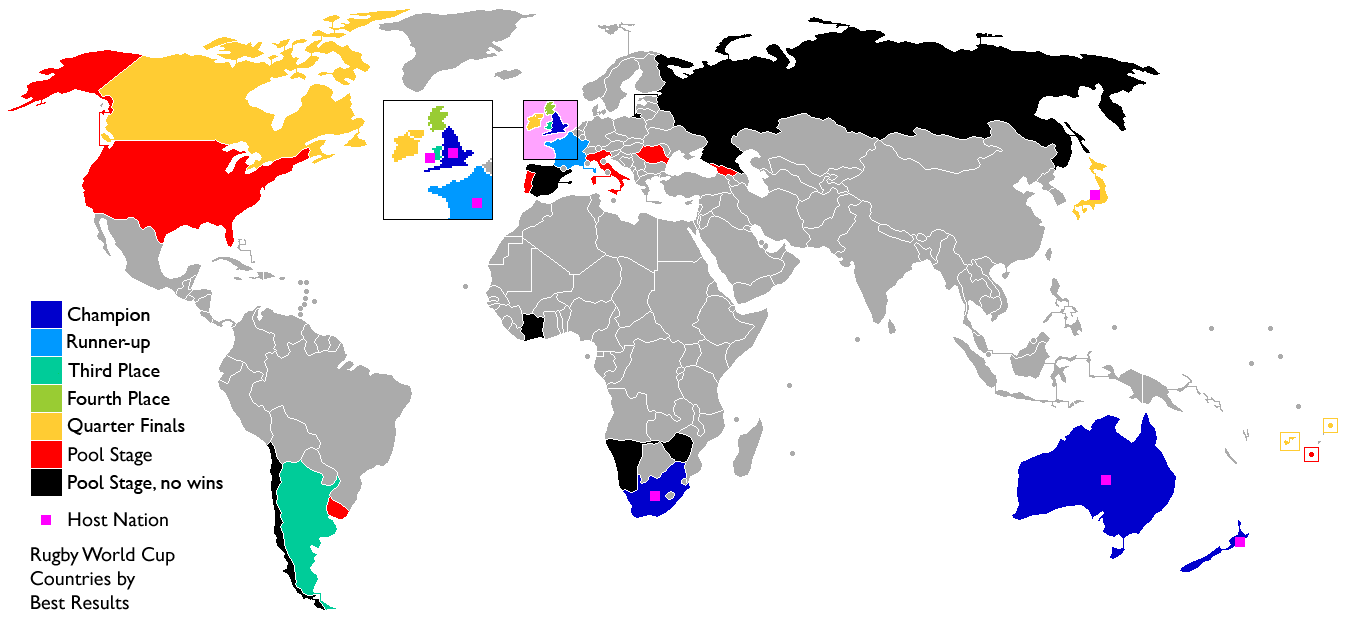
Карта лучших результатов стран, участвовавших в финальной части кубка мира по регби.

В общей сложности 25 стран принимали участие в финальных турнирах кубка мира. Из восьми проведённых турниров все, кроме одного, были выиграны странами Южного полушария. На первом кубке мира в 1987 году победила Новая Зеландия, в 1991 году — Австралия, в 1995 году — ЮАР, и в 1999 году — снова Австралия. Превосходство Южного полушария, продолжавшееся в течение четырёх кубков мира, было нарушено в 2003 году победой Англии над Австралией в финале. Правда в 2011 году, победа Новой Зеландии вновь сместила положение сил в сторону юга. Но не стоит преуменьшать достижения команд из Северного полушария: до 2011 года они неизменно доходили до полуфинала, а в 1991 году Англия и 3 раза Франция (в 1987, 1999, 2011 годах) занимали второе место. Финалы с участием двух южных команд состоялись в 1995 (ЮАР — Новая Зеландия) и 2015 годах. Кроме того, суммарное представительство Северного и Южного полушарий в матчах за третье место примерно одинаково.

### Участники
| Сборная        | Чемпион                    | 2-е место            | 3-е место            | 4-е место      | 1/4 финала                                         | Топ 8 |
| ЮАР            | 4 (1995, 2007, 2019, 2023) | -                    | 2 (1999, 2015)       | -              | 2 (2003, 2011)                                     | 8     |
| Новая Зеландия | 3 (1987, 2011, 2015)       | 2 (1995, 2023)       | 3 (1991, 2003, 2019) | 1 (1999)       | 1 (2007)                                           | 10    |
| Австралия      | 2 (1991, 1999)             | 2 (2003, 2015)       | 1 (2011)             | 1 (1987)       | 3 (1995, 2007, 2019)                               | 9     |
| Англия         | 1 (2003)                   | 3 (1991, 2007, 2019) | 1 (2023)             | 1 (1995)       | 3 (1987, 1999, 2011)                               | 9     |
| Франция        | -                          | 3 (1987, 1999, 2011) | 1 (1995)             | 2 (2003, 2007) | 4 (1991, 2015, 2019, 2023)                         | 10    |
| Уэльс          | -                          | -                    | 1 (1987)             | 2 (2011, 2019) | 4 (1999, 2003, 2015, 2023)                         | 7     |
| Аргентина      | -                          | -                    | 1 (2007)             | 2 (2015, 2023) | 2 (1999, 2011,)                                    | 5     |
| Шотландия      | -                          | -                    | -                    | 1 (1991)       | 6 (1987, 1995, 1999, 2003, 2007, 2015)             | 7     |
| Ирландия       | -                          | -                    | -                    | -              | 8 (1987, 1991, 1995, 2003, 2011, 2015, 2019, 2023) | 8     |
| Фиджи          | -                          | -                    | -                    | -              | 3 (1987, 2007, 2023)                               | 3     |
| Самоа          | -                          | -                    | -                    | -              | 2 (1991, 1995)                                     | 2     |
| Канада         | -                          | -                    | -                    | -              | 1 (1991)                                           | 1     |
| Япония         | -                          | -                    | -                    | -              | 1 (2019)                                           | 1     |

## Рекорды и статистика
Кубок мира 1987 года продемонстрировал разрыв в классе между сильнейшими странами и (тогда) более слабыми командами. Этот разрыв был заметен, когда Новая Зеландия набрала 74 очка в матче против Фиджи, а Франция приземлила 13 попыток против Зимбабве. Наибольшее количество очков в матче кубка мира (145) было набрано Новой Зеландией против Японии в 1995 году, а наибольшей разницы (142) удалось добиться Австралии против Намибии в 2003 году.
Джона Лому своими выступлениями за Новую Зеландию с 1995 года побил несколько рекордов, таких как наибольшее число попыток в финальных турнирах (15 в 1995-99 годах) наибольшее число попыток за один турнир (восемь в 1999 году). Ещё несколько рекордов принадлежат выдающимся новозеландским игрокам — Грант Фокс набрал наибольшее количество очков за чемпионат (126 в 1987 году), Саймон Калхейн — наибольшее количество очков в одном матче (45 в рекордном матче против Японии в 1995 году) и наибольшее количество реализаций в одном матче (20). В том же матче Марк Эллис установил рекорд по наибольшему числу попыток за матч (шесть). Рекорд по наибольшему числу проведённых матчей принадлежит также новозеландцу, Шону Фицпатрику — 17 в 1987—1995 годах. Наибольшее количество очков в финальных турнирах набрал шотландский игрок Гэвин Гастингс — 227 в 1987—1995 годах.